# Панамский собор
Панамский собор (исп. Catedral Basílica Santa María la Antigua) — кафедральный собор в городе Панама.
Панамский кафедральный собор является главным храмом Архиепархии Панамы.
Начало строительства датируется 1688 годом, но освящён храм во имя Девы Марии Антигуанской был лишь через 108 лет, в 1796 году. Расположен собор в историческом квартале Панамы, Каско-Вьехо на площади Независимости, известной также как Кафедральная.
Собор — большое здание с высокой двускатной крышей. По обе стороны фасада две белые оштукатуренные башни, которые долгое время считались самыми высокими в Латинской Америке. Стены каменные, фасад резной в стиле ренессанс с классическими декоративными элементами (так называемый иезуитский стиль). Собор имеет три нефа. Крышу поддерживают 67 колонн из камня и кирпича. Святилище и Святые Дары выкрашены в белый цвет, верхняя их часть окрашена в голубой цвет. Главный алтарь выполнен в конце XIX века, предположительно, он выполнен французскими мастерами.
Собор — единственный колониальный храм Панамы, имеющий купол.
22 декабря 2014 года архиепископ Панамы Хосе Доминго Уллоа Мендьета объявил, что столичному собору присвоен титул малой базилики. Президент Панамы Хуан Карлос Варела Родригес подписал указ о выделении на реконструкцию собора 11,9 млн. долларов.

## Галерея

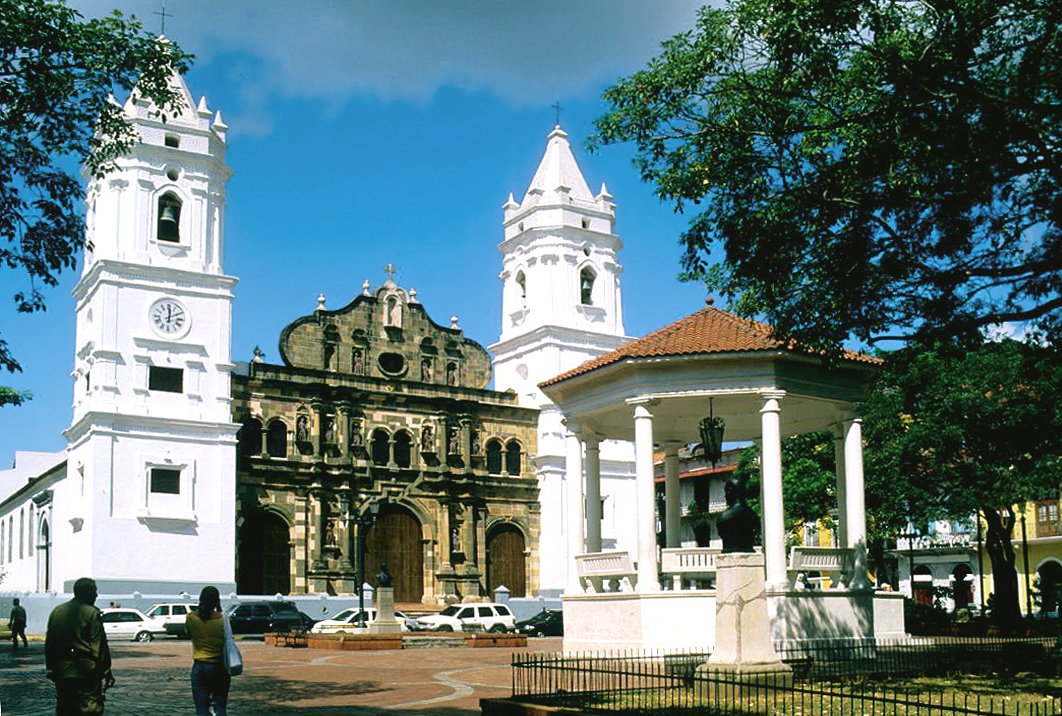
Вид с площади Независимости
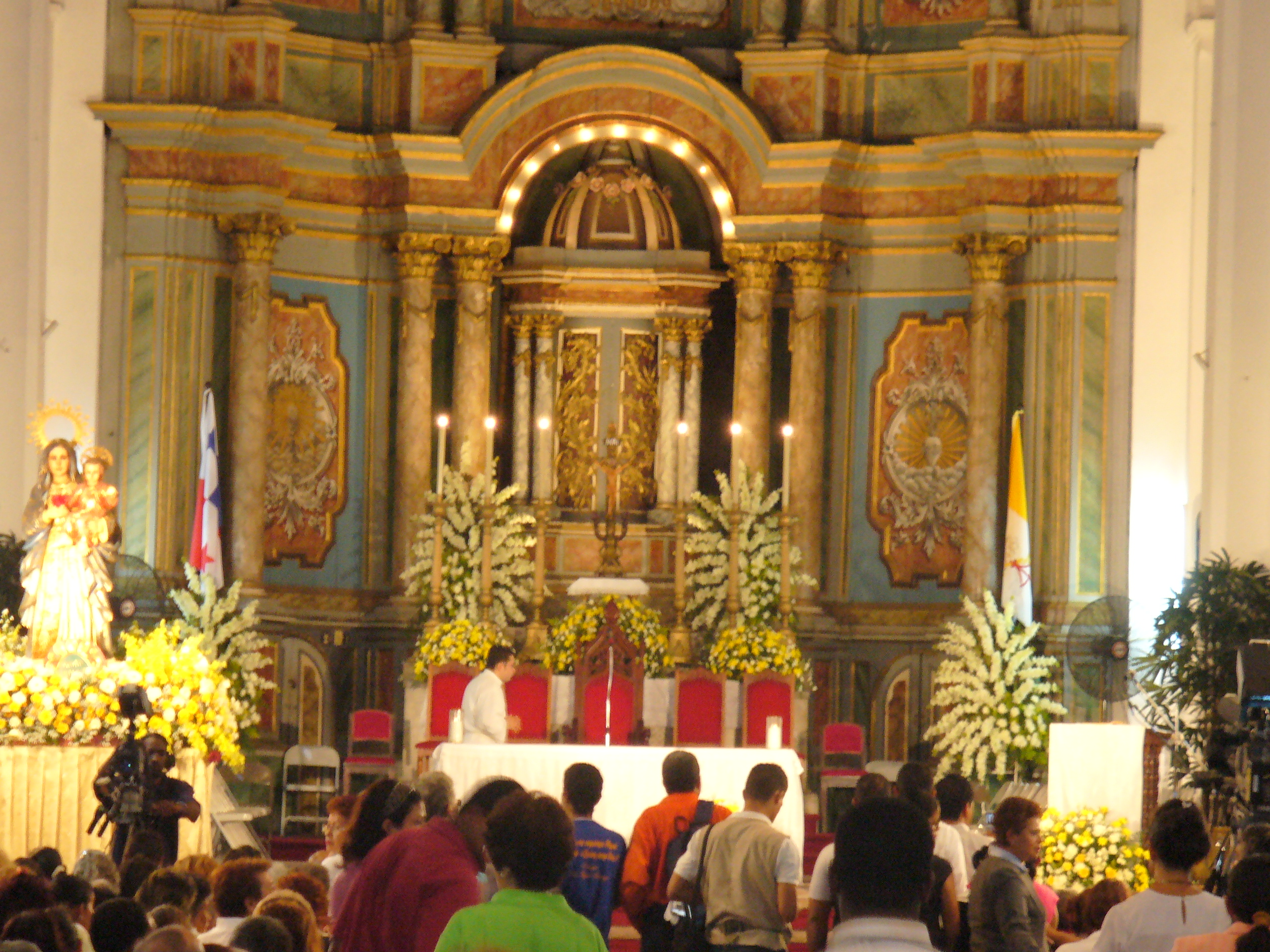
Алтарь собора
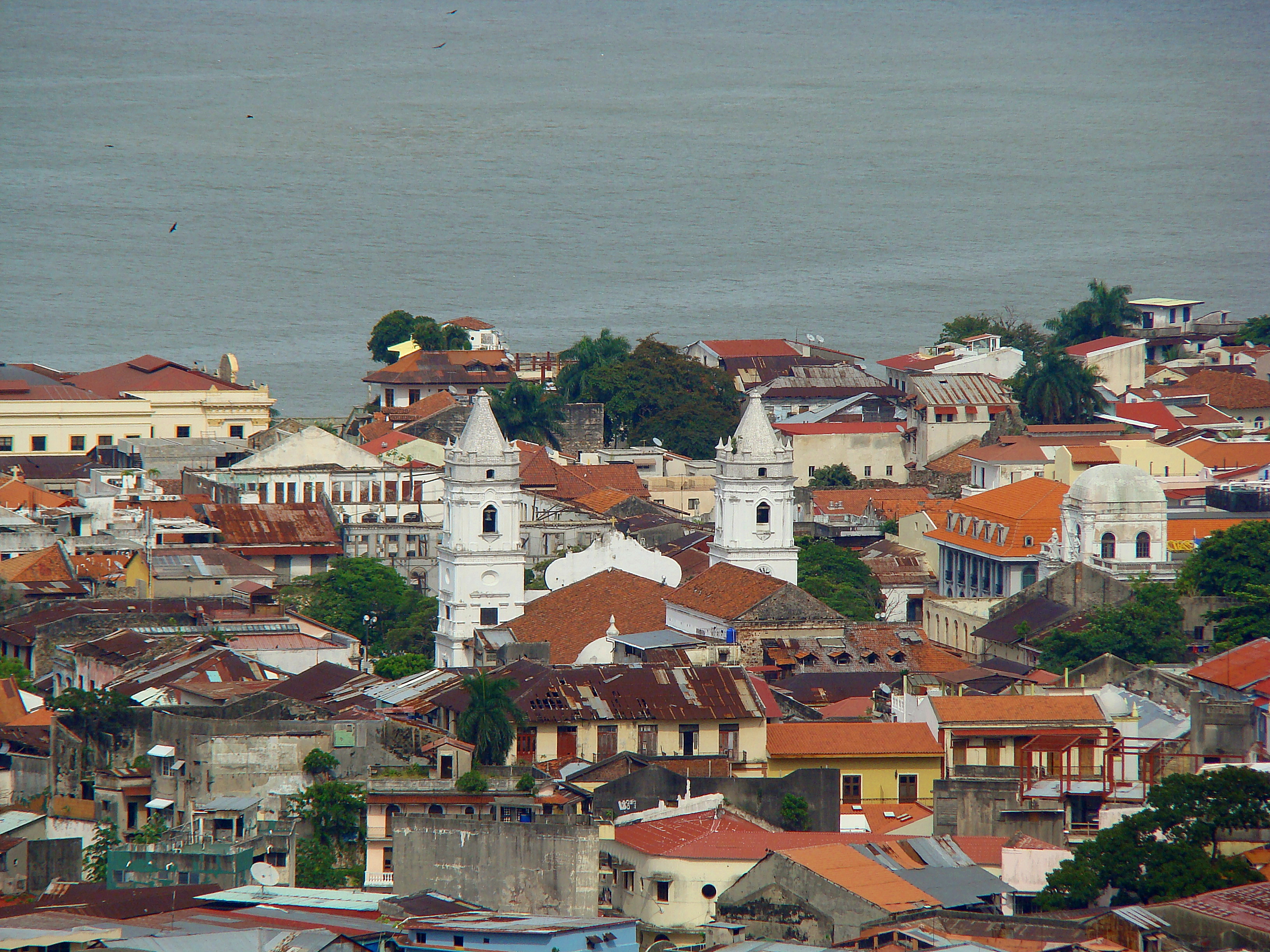
Вид с высоты птичьего полёта на Каско-Вьехо
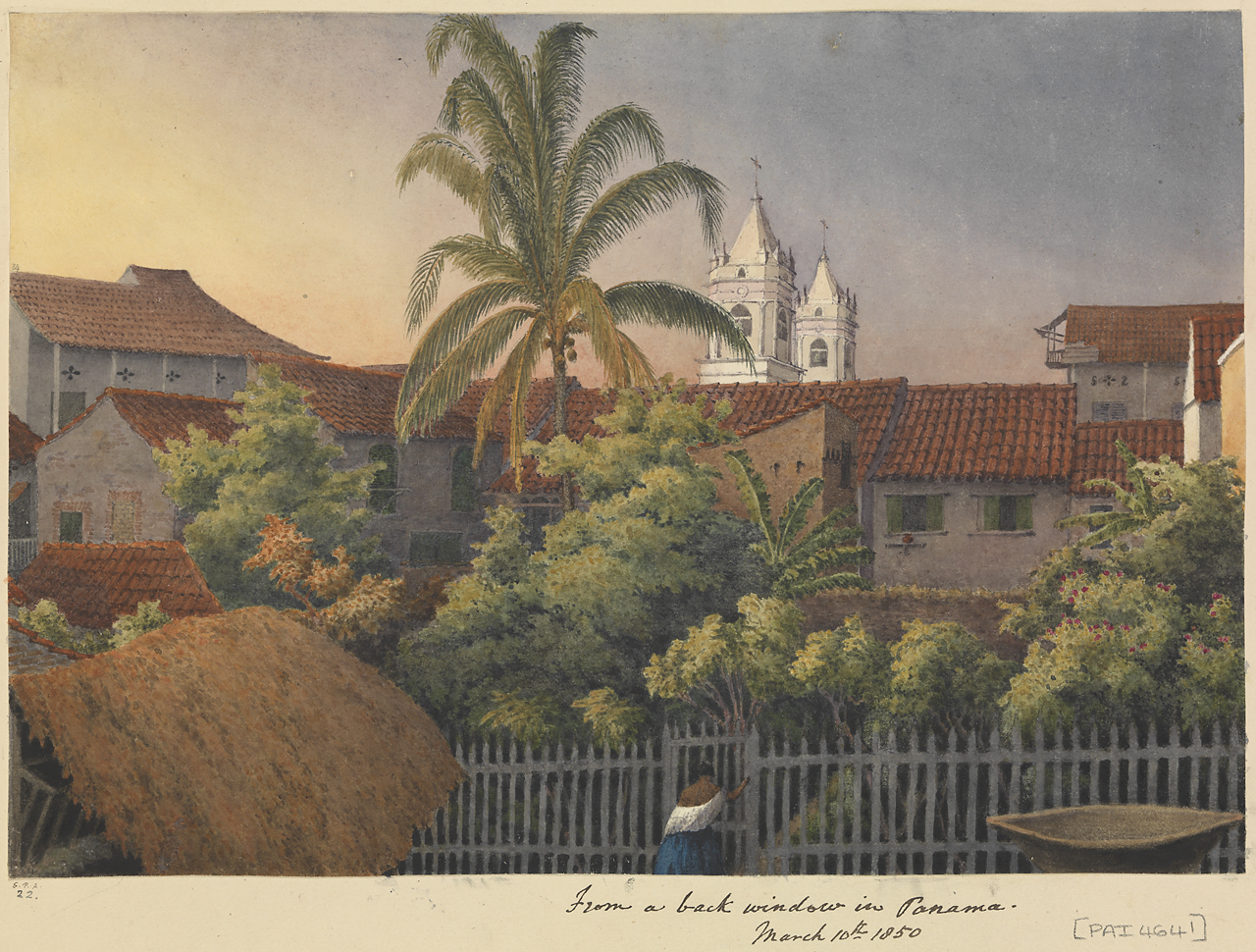
Картина 1850 года